# Octacnemidae
Famille
Les Octacnemidae sont une famille de tuniciers de la classe des ascidies, de l'ordre (ou sous-ordre) des Phlebobranchia. Cette famille contient notamment des ascidies carnivores abyssales, comme Megalodicopia hians.

## Systématique
La famille des Octacnemidae a été créée en 1888 par le naturaliste britannique William Abbott Herdman (1858–1924).

## Liste des genres
Selon World Register of Marine Species (17 novembre 2021) :
- genre Benthascidia Ritter, 1907
- genre Cibacapsa Monniot C. & Monniot F., 1983
- genre Cryptia Monniot C. & Monniot F., 1985
- genre Dicopia Sluiter, 1905
- genre Kaikoja Monniot C., 1998
- genre Megalodicopia Oka, 1918
- genre Myopegma Monniot F. & Monniot C., 2003
- genre Octacnemus Moseley, 1877
- genre Polyoctacnemus Ihle, 1935
- genre Situla Vinogradova, 1969

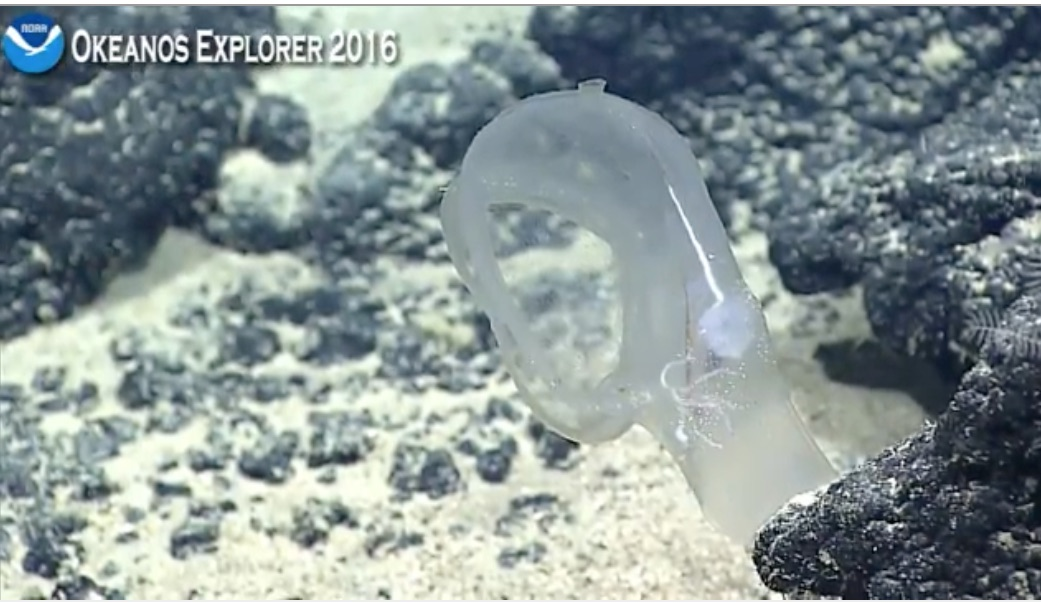
Megalodicopia sp.